# Plaque indienne d'Aï Khanoum
La plaque indienne d'Aï Khanoum est un produit d'artisanat de luxe en provenance d'Inde découvert sur le site archéologique hellénistique d'Aï Khanoum en Afghanistan. Il s'agit de l'un des exemples les plus anciens de l'art figuré indien, puisque sa fabrication est antérieure à 145 av. J-C, date de destruction de la ville-forteresse d'Aï Khanoum. Cette œuvre figurative précède donc les bas-reliefs de Bharhut, et de près d'un siècle la plupart des bas-reliefs de Sanchi, et atteste donc de la richesse de l'art figuratif indien à une date ancienne. Elle atteste aussi des échanges entre l'Inde et le Royaume gréco-bactrien au IIe siècle av. J.-C.

## Caractéristiques

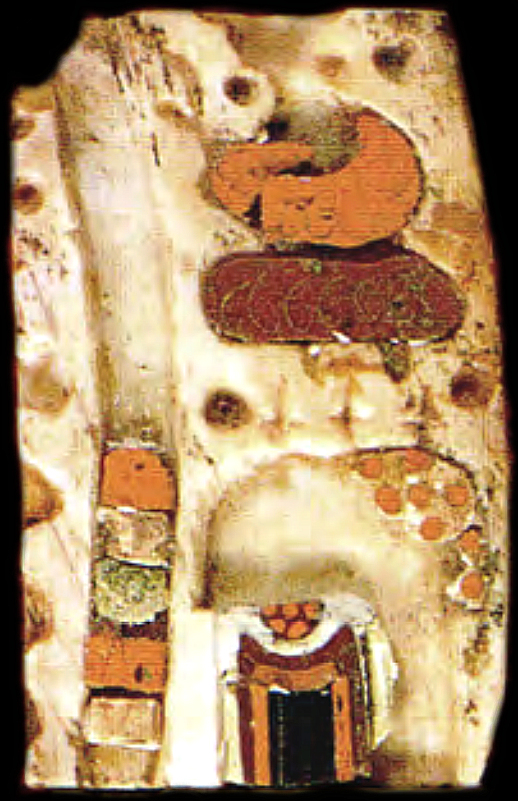
Détail de l'un des segments de coquillage incrusté (il s'agit de la hutte à l'extrême droite de la plaque).

### Matériaux et fabrication
Il s'agit d'une plaque ornée de coquillages (des segments rectangulaires et quasiment plats de coque de Shankha - nom scientifique Turbinella pyrum (en) anciennement Xancus pyrum, grand coquillage des côtes occidentales et orientales de l'Inde), d'incrustations d'or et de verre et représentant peut-être le mythe du Sakuntala. Les segments de coquillage ont été finement creusés par l'artisan, puis les alvéoles ainsi obtenues ont été remplies avec du verre coloré et cerclées de lamelles d'or (technique de l'incrustation sur champlevé).
À l'origine, 65 plaquettes fines l'incrustent, dont 33 sont retrouvées et 4 perdues depuis. L'objet a peut-être été l'ornement du revers d'un miroir. Le décor a été restitué par l'archéologue français Claude Rapin. La plaque fait 20,5 cm de diamètre, et est antérieure à 145 av.J-C, date de la destruction d'Ai Khanoum, datant probablement du IIIe – IIe siècles av. J.-C..

### Origine
Les restes de cette plaque ont été découverts dans la salle de la trésorerie d'Ai Khanoum avec de nombreux autres objets d'origine indienne, tels que des pièces à poinçon multiples, un trône rehaussé de pierres précieuses et d'autres objets artisanaux.
Ces objets ont probablement été ramené à Ai Khanoum par Eucratide Ier à la suite de ses campagnes en Inde contre son rival Ménandre Ier, et sont soit des trophées de guerre, soit des cadeaux.

## Interprétation: le mythe de Shâkuntalâ

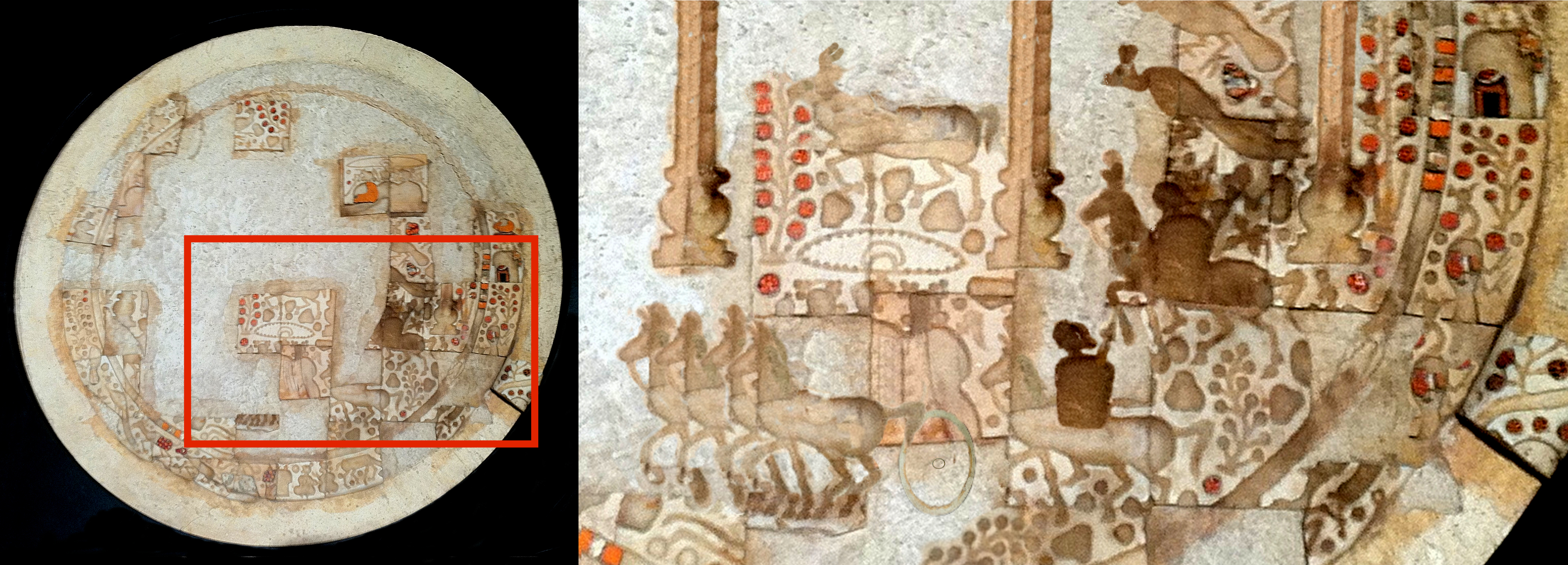
Reconstitution du quart inférieur droit de la plaque indienne d'Aï Khanoum.

Claude Rapin a analysé les restes de la plaque pour tenter une reconstitution. Selon lui, les parties existantes correspondent à des soldats montant à cheval et armés de lances, un quadrige avec trois passagers surmontés d'un parasol, visiblement un cortège royal, des colonnes apparemment indépendantes semblant délimiter un espace, un édifice à toit à pinacles, des animaux tels que des cervidés et des paons, et des plantes.
Selon Claude Rapin, il s'agirait d'une représentation du mythe de Shâkuntalâ (« protégée des oiseaux » en sanskrit), Shâkuntalâ faisant la rencontre amoureuse du roi Dushyanta dans une forêt. Tous deux s'unirent et eurent pour fils Bharata, ancêtre éponyme et premier empereur de la nation indienne.
Cette scène complexe ne comporte aucune trace d'influence iranienne ou hellénistique, mis à part le dessin très classique des chevaux, et la technique de réalisation s'apparentant à la glyptique achéménide. Les colonnes aussi, comportant des bases en forme de vase à lotus sur un socle à deux degrés, sont dites de type indo-perse.

## Parallèles
Le mythe de Shâkuntalâ est assez souvent représenté dans l'art indien ancien. Les motifs de la plaque indienne d'Aï Khanoum rappellent d'autres objets archéologiques aux motifs similaires, tels que le Vase de Kulu (en) (aussi appelé "Vase de Gundla") et la Plaque Shakuntala de Bhita,, tous deux généralement datés de la période de l'Empire Shunga, aux IIe ou Ier siècle av. J.-C..
| Objets comparables (IIe siècle av. J.-C.)                               |
| - La plaque de Bhita. - Le Vase de Kulu (en). - Motifs du vase de Kulu. |

## Ouvrages
- Claude Rapin, « Chapitre XIX, Plaque indienne », dans La Trésorerie du palais hellénistique d'Aï Khanoum. L'Apogée et la chute du royaume grec de Bactriane, Fouilles d'Aï Khanoum VIII, Mémoires de la Délégation archéologique française en Afghanistan XXXIII, Paris, De Boccard, 1992, p. 185-232
- Paul Bernard, « La colonie grecque d'Aï Khanoum et l'hellénisme en Asie centrale », dans Pierre Cambon et Jean-François Jarrige, Afghanistan, les trésors retrouvés, collections du musée national de Kaboul, Paris, Musée Guimet, 2007, p. 55-67
- Pierre Cambon et Jean-François Jarrige, Afghanistan, les trésors retrouvés, collections du musée national de Kaboul, Paris, Musée Guimet, 2007